# Castel del Piano (Perugia)
Castel del Piano (detta anche Castel del Piano Umbro) è una frazione del comune di Perugia.
Geograficamente situato al limite ovest del territorio di Perugia, in zona prevalentemente collinare, esso arriva a lambire i territori del lago Trasimeno.
Castel del Piano era la sede della XI circoscrizione del comune di Perugia, che comprendeva anche le frazioni di Monte Petriolo, San Martino dei Colli, Poggio delle Corti, Bagnaia, Pilonico Materno, Mugnano, Fontignano, Pila, Capanne e Strozzacapponi. Essa conta circa 12 602 abitanti.

## Storia
Questo sito risulta abitato fin da epoca remotissima; ne sono testimonianza i resti della necropoli etrusca rinvenuti nell'adiacente località di Strozzacapponi. Nel XIII secolo fu edificata la Cappella della Madonna del Sale che conserva un'antica raffigurazione della Madonna con Bambino e la Cappella del Vanese risalente al XIV secolo e poi ricostruita nel 1684 da Ubaldo Vanese.
Nel XIV secolo, la comunità di Castellum Plani Pilae ricadeva sotto la giurisdizione dell'abbazia benedettina di S. Pietro di Perugia. Nel 1415, il comune finanziò una campagna di prosciugamento delle paludi che occupavano la zona.
Agli inizi del XX secolo fu costruita una linea ferroviaria che collegava la stazione di Ellera con quella di Pietrafitta e che rimase in servizio fino agli anni '60 quando venne definitivamente dismessa. Oggi, il percorso è stato rivalutato e trasformato in pista ciclo-pedonale.
Fra i personaggi più illustri che hanno avuto i natali a Castel del Piano spicca la figura del maestro Luigi Cirenei ivi nato il 28 settembre 1881 che compose nel luglio 1929 "La fedelissima" l'odierna marcia d'ordinanza dell'Arma dei Carabinieri.

## Economia

### Industria
Agricoltura sviluppata. Da segnalare la presenza del carcere comprensoriale di Capanne.
Si segnala la presenza di piccole attività artigianali appartenenti al settore siderurgico-meccanico.

## Monumenti e luoghi d'arte
- Chiesa di S. Maria Assunta, ristrutturata nel XIX secolo ma esistente già nel 1387;
- Villa Umbra (XIV secolo), a Pila, sorta sui resti di un castello, venne trasformata dapprima dal cardinale Francesco Armellini de' Medici e poi da Adriano della Penna. Ora ospita una scuola regionale per amministratori pubblici
- Cappella della Madonna del Sale risalente al XIII secolo ove si conserva un'immagine di Madonna con Bambino, demolita nel 1970 e riedificata nel 1986.
- Cappella del Vanese le cui origini si fanno risalire al XIV secolo, ma che fu riedificata da Ubaldo Vanese nel 1684 come da iscrizione riportata sulla porta d'ingresso.
- Società Filarmonica di Castel del Piano istituita il 25 marzo 1876 intitolata ai maestri Luigi e Fortunato Cirenei. Nel centesimo anniversario della sua fondazione, nel 1976, si tenne un concerto alla presenza della Banda dell'Arma dei Carabinieri a ricordo del quale fu edificato un monumento presso i giardini pubblici del paese.
- Si segnala, murato nella parete esterna di un edificio in Via Luigi Cirenei, in prossimità del civico n. 30, uno stemma di antica casata nobiliare.
- Santuario "Padre Pio", costruito dal parroco Don Francesco Buono, nel 2013.

## Sport

### Impianti sportivi
- Centro di vita associativa;
- Campo da tennis;
- Campo da calcio.